# ادواردو تونیلو
ادواردو تونیلو (ایتالیایی: Edoardo Toniolo؛ زاده ۲۲ نوامبر ۱۹۰۷-درگذشته ۳۱ دسامبر ۱۹۸۶) بازیگر ایتالیایی بود.
از فیلم‌های معروف او می‌توان به بازی در در آخرین لحظه، عشق اول و روسینی اشاره کرد.